# Lourdesgrot (Sint Nicolaasga)
De Lourdesgrot van Sint Nicolaasga is een lourdesgrot (Mariagrot) bij de Sint-Nicolaaskerk in Sint Nicolaasga. Het valt onder de monumentenzorg.

## Beschrijving
Deze replica werd in 1935 door Huite Huitema gebouwd (met hulp van timmerlieden), nadat hij na een pelgrimage naar Lourdes in 1933 van een handicap was genezen. Het bouwwerk van gewapend beton is 12 bij 8 meter en heeft een hoogte van 7 meter. Voor de grot staat een smeedijzeren hek.

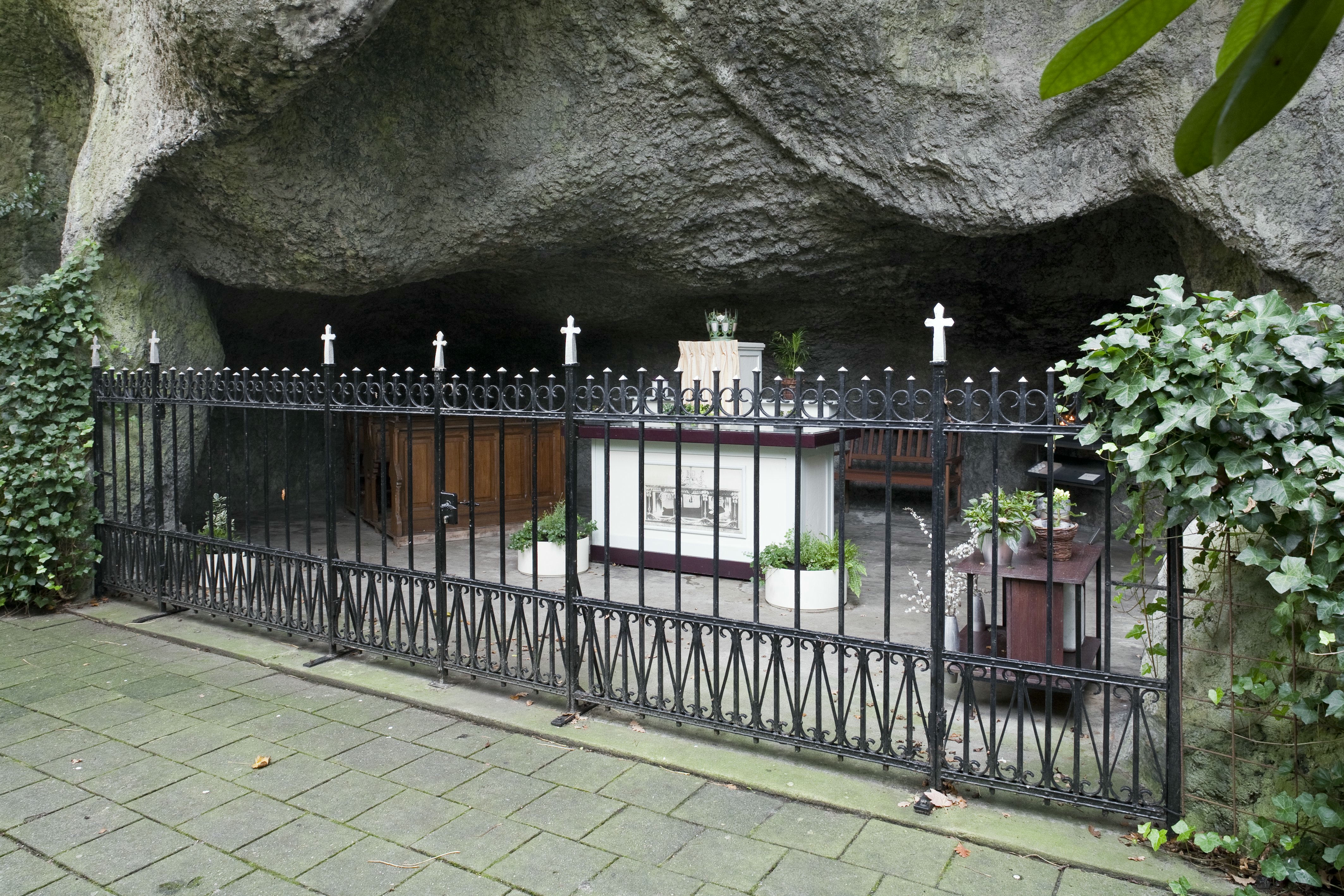
Lourdesgrot